# Calesia caputrubrum
Calesia caputrubrum là một loài bướm đêm trong họ Erebidae.